# Collegio di North West Essex
North West Essex è un collegio elettorale inglese situato nell'Essex, nell'Est dell'Inghilterra, e rappresentato alla Camera dei Comuni del Parlamento del Regno Unito. Elegge un membro del Parlamento con il sistema first-past-the-post, ossia maggioritario a turno unico; l'attuale parlamentare è Kemi Badenoch del Partito Conservatore, che rappresenta il collegio dal 2024.

## Estensione
Il collegio è costituito dai seguenti ward: 
- nella città di Chelmsford: Boreham and The Leighs; Broomfield and The Walthams; Chelmsford Rural West e Writtle;
- nel distretto di Uttlesford: Ashdon; Clavering; Debden & Wimbish; Elsenham and Henham; Flitch Green and Little Dunmow; Great Dunmow North; Great Dunmow South and Barnston; High Easter and the Rodings; Littlebury, Chesterford and Wenden Lofts; Newport; Saffron Walden Audley; Saffron Walden Castle; Saffron Walden Shire; Stansted North; Stansted South and Birchanger; Stort Valley; Takeley e Thaxted and the Eastons.[1]

## Membri del Parlamento
| Elezione | Elezione | Deputato      | Partito      |
| -------- | -------- | ------------- | ------------ |
|          | 2024     | Kemi Badenoch | Conservatore |

## Elezioni

### Elezioni negli anni 2020
| Partito                    | Partito                                         | Candidato                  | Risultati 4 luglio 2024 | Risultati 4 luglio 2024 |
| Partito                    | Partito                                         | Candidato                  | Voti                    | %                       |
| -------------------------- | ----------------------------------------------- | -------------------------- | ----------------------- | ----------------------- |
|                            | Conservatore                                    | Kemi Badenoch              | 19 360                  | 35,60                   |
|                            | Laburista                                       | Issy Waite                 | 16 750                  | 30,80                   |
|                            | Reform UK                                       | Grant StClair-Armstrong    | 7 668                   | 14,10                   |
|                            | Lib Dem                                         | Smita Rajesh               | 6 055                   | 11,13                   |
|                            | Verdi                                           | Edward Gildea              | 2 846                   | 5,23                    |
|                            | Indipendente                                    | Andrew Green               | 852                     | 1,57                    |
|                            | Indipendente                                    | Erik Bonino                | 699                     | 1,29                    |
|                            | Indipendente                                    | Niko Omilana               | 156                     | 0,29                    |
|                            |                                                 |                            |                         |                         |
| Iscritti                   | Iscritti                                        | Iscritti                   | 79 824                  | 100,00                  |
| ↳ Votanti (% su iscritti)  | ↳ Votanti (% su iscritti)                       | ↳ Votanti (% su iscritti)  | 54 386                  | 68,13                   |
| ↳ Astenuti (% su iscritti) | ↳ Astenuti (% su iscritti)                      | ↳ Astenuti (% su iscritti) | 25 438                  | 31,87                   |
|                            |                                                 |                            |                         |                         |
|                            | Esito: collegio a Conservatore (nuovo collegio) |                            |                         |                         |